# Fumiko Hayashi
Fumiko Hayashi (林 芙美子, Hayashi Fumiko, 31 de dezembro de 1903 ou 1904 — 28 de junho de 1951) foi uma romancista e poeta japonesa.